# Banns
Banns – osada w Anglii, w Kornwalii. Leży 30 km na północny wschód od miasta Penzance i 383 km na zachód od Londynu.